# Qarfa
Qarfa (tiếng Ả Rập: قرفــا, cũng đánh vần Garfa hoặc Kurfa) là một ngôi làng ở miền nam Syria, thuộc chính quyền của quận Izra của tỉnh Daraa. Các địa phương lân cận bao gồm al-Shaykh Maskin ở phía tây bắc, Izra ở phía đông bắc, Maliha al-Atash ở phía đông, Namir ở phía đông nam, Khirbet Ghazaleh ở phía nam và Abtaa ở phía tây nam. Trong cuộc điều tra dân số năm 2004 của Cục Thống kê Trung ương, al-Hirak có dân số 20.760 người.

## Lịch sử
Bên trong một ngôi nhà riêng ở Qarfa, một dòng chữ Hy Lạp dành tặng một nhà thờ cho Saint Bacchus đã được phát hiện. Dòng chữ được đề ngày 589-590 CE và được viết trên một lintel bằng đá được trang trí bằng một cây thánh giá.

### Thời đại Ottoman
Năm 1596, Qarfa xuất hiện trong sổ đăng ký thuế của Ottoman như một ngôi làng ở Nahiya của Bani Malik al-Asraf ở Hawran Qada. Nó có dân số 42 hộ gia đình và 15 cử nhân, tất cả đều theo đạo Hồi. Dân làng đã trả mức thuế cố định 40% cho các sản phẩm nông nghiệp, bao gồm lúa mì, lúa mạch, vụ mùa hè, và dê hoặc ong, tổng cộng 6.451 akçe. 5/24 doanh thu đã được chuyển đến một Waqf 
Năm 1838, nó được ghi nhận là một ngôi làng Hồi giáo (Kurfa) ở quận Nukrah, phía đông Al-Shaykh Maskin.

### Kỷ nguyên hiện đại
Vào ngày 13 tháng 8 năm 1962, mối thù của bộ lạc ở Qarfa giữa hai gia tộc al-Makayed và al-Manasser dẫn đến năm người bị thương. Cuộc chiến là kết quả của sự ganh đua cũ. Lực lượng an ninh đã bắt giữ một số người từ thị trấn và những người bị thương đã được sơ tán đến bệnh viện.
Trong cuộc Nội chiến Syria đang diễn ra, bắt đầu vào năm 2011, phiến quân đối lập từ Quân đội Syria Tự do đã tấn công một trạm xăng ở Qarfa, giết chết một người họ hàng của quan chức chính phủ cấp cao Rustum Ghazaleh vào đầu tháng 1 năm 2013.

## Những người đáng chú ý
- Rustum Ghazaleh (1953-2015), Trưởng ban An ninh chính trị Syria